# Campeonato Mundial de Tenis de Mesa de 2019
El LV Campeonato Mundial de Tenis de Mesa se celebró en Budapest (Hungría) entre el 22 y el 28 de abril de 2019 bajo la organización de la Federación Internacional de Tenis de Mesa (ITTF) y la Federación Húngara de Tenis de Mesa.
Las competiciones se realizaron en las instalaciones de la Hungexpo de la capital magiar.

## Calendario
| P | Preliminares | ¼ | Cuartos de final | ½ | Semifinales | F | Finales |

| Abril de 2019        | 22 Lun | 23 Mar | 24 Mié | 25 Jue | 26 Vie | 27 Sáb | 28 Dom |
| -------------------- | ------ | ------ | ------ | ------ | ------ | ------ | ------ |
| Individual masculino | —      | P      | P      | P      | ¼      | ½      | F      |
| Dobles masculino     | P      | P      | P      | ¼      | ½      | F      | —      |
| Individual femenino  | —      | P      | P      | ¼      | ½      | F      | —      |
| Dobles femenino      | P      | P      | P      | ¼      | —      | ½      | F      |
| Dobles mixto         | P      | —      | ¼      | ½      | F      | —      | —      |

## Medallistas

### Masculino
| Evento             | Oro                       | Plata                                             | Bronce                                                                |
| ------------------ | ------------------------- | ------------------------------------------------- | --------------------------------------------------------------------- |
| Individual (28.04) | Ma Long China             | Mattias Falck · Suecia                            | Liang Jingkun China An Jae-Hyun Corea del Sur                         |
| Dobles (27.04)     | Ma Long Wang Chuqin China | Ovidiu Ionescu · Rumania · Álvaro Robles · España | Liang Jingkun Lin Gaoyuan China Tiago Apolónia João Monteiro Portugal |

### Femenino
| Evento             | Oro                          | Plata                      | Bronce                                                        |
| ------------------ | ---------------------------- | -------------------------- | ------------------------------------------------------------- |
| Individual (27.04) | Liu Shiwen China             | Chen Meng China            | Ding Ning China Wang Manyu China                              |
| Dobles (28.04)     | Sun Yingsha Wang Manyu China | Hina Hayata Mima Ito Japón | Honoka Hashimoto Hitomi Sato Japón Chen Meng Zhu Yuling China |

### Mixto
| Evento         | Oro                     | Plata                                  | Bronce                                                                         |
| -------------- | ----------------------- | -------------------------------------- | ------------------------------------------------------------------------------ |
| Dobles (26.04) | Xu Xin Liu Shiwen China | Maharu Yoshimura Kasumi Ishikawa Japón | Fan Zhendong · Ding Ning · China Patrick Franziska · Petrissa Solja · Alemania |

## Medallero
| Núm. | País          | Oro | Plata | Bronce | Total |
| ---- | ------------- | --- | ----- | ------ | ----- |
| 1    | China         | 5   | 1     | 6      | 12    |
| 2    | Japón         | 0   | 2     | 1      | 3     |
| 3    | España        | 0   | 1*    | 0      | 1     |
| 3    | Rumania       | 0   | 1*    | 0      | 1     |
| 3    | Suecia        | 0   | 1     | 0      | 1     |
| 6    | Alemania      | 0   | 0     | 1      | 1     |
| 6    | Corea del Sur | 0   | 0     | 1      | 1     |
| 6    | Portugal      | 0   | 0     | 1      | 1     |
|      | TOTAL         | 5   | 5     | 10     | 20    |

- * – medalla compartida.